# Gusztáv Sebes
Gusztáv Sebes (ur. 21 czerwca 1906 w Budapeszcie, zm. 30 stycznia 1986 tamże) – węgierski piłkarz grający na pozycji pomocnika, reprezentant kraju, trener, selekcjoner reprezentacji Węgier w 1948 roku oraz w latach 1949–1956.
Jeden z najlepszych trenerów w historii piłki nożnej oraz twórca własnego, nowatorskiego stylu gry. Zawodnik Sauvages Nomades, francuskiego Olympique Billancourt oraz FC Hungária. Jako trener prowadził AC Szentlõrinci, WMKASE, WMFC Csepeli, MTE Budafoki, dwukrotnie reprezentację Węgier oraz VTK Diósgyőri. Z reprezentacją Węgier tzw. Złotą jedenastką odnosił największe sukcesy w historii tej drużyny. Zdobył mistrzostwo olimpijskie 1952, wicemistrzostwo świata 1954 oraz Puchar Europy Środkowej 1948–1953.

## Kariera piłkarska
Gusztáv Sebes karierę piłkarską rozpoczął w 1919 roku w juniorach Müszaki Dolgozók, w których występował do 1920 roku. Następnie w latach 1920–1924 reprezentował barwy juniorów SC Vasas. W 1925 roku podpisał profesjonalny kontrakt z Sauvages Nomades, w którym występował do 1926 roku. Następnie w latach 1926–1927 reprezentował barwy francuskiego Olympique Billancourt, po czym wrócił do Węgier, zostając zawodnikiem FC Hungária, w którym występował do 1940 roku oraz w 1945 roku, a także odnosił największe sukcesy w karierze piłkarskiej: trzykrotne mistrzostwo Węgier (1929, 1936, 1937), czterokrotne wicemistrzostwo Węgier (1928, 1931, 1933, 1940), pięciokrotnie zajął 3. miejsce w Nemzeti Bajnokság I (1930, 1932, 1935, 1938, 1939), zdobył Puchar Węgier 1932 oraz dotarł do finału Pucharu Węgier 1935.

## Kariera reprezentacyjna
Gusztáv Sebes swój jedyny mecz w reprezentacji Węgier rozegrał 15 marca 1936 roku na Hungária körúti stadion w Budapeszcie w wygranym 3:2 meczu towarzyskim z reprezentacją Niemiec.

## Kariera trenerska
Gusztáv Sebes po zakończeniu kariery piłkarskiej rozpoczął karierę trenerską. Trenował kluby: AC Szentlõrinci (1940–1942), WMKASE (1942–1943), WMFC Csepeli (1943–1944) oraz MTE Budafoki (1945–1946). W 1948 roku po raz pierwszy objął reprezentację Węgier, którą po raz pierwszy poprowadził 19 września 1948 roku na Stadionie Wojska Polskiego w Warszawie w wygranym 2:6 meczu z reprezentacją Polski rozegranym w ramach Balkan Cup 1948. W 1948 roku prowadził drużynę Madziarów w czterech meczach. W 1949 roku na stałe przejął reprezentację Węgier, która pod jego wodzą odnosiła największe sukcesy w historii oraz zyskała przydomek tzw. Złota jedenastka. W 1952 roku wywalczył z drużyną mistrzostwo olimpijskie, a 25 listopada 1953 roku Złota jedenastka na stadionie Wembley w Londynie sensacyjnie wygrała w meczu towarzyskim z reprezentacją Anglii 3:6 oraz w tym samym roku zdobył Puchar Europy Środkowej 1948–1953.

### Mundial 1954
W 1954 roku reprezentacja Węgier pod wodzą Sebesa wyjechała na mistrzostwa świata 1954 w Szwajcarii jako stuprocentowy faworyt do triumfu w turnieju. W drodze do finału wygrała wszystkie cztery mecze: z reprezentacją Korei Południowej (9:0), z reprezentacją RFN-u (8:3), z reprezentacją Brazylii (4:2 – zwanego potem Bitwą pod Bernem) oraz po dogrywce z reprezentacją Urugwaju 4:2.
4 lipca 1954 roku na Wankdorfstadion w Bernie Złota jedenastka spotkała się z reprezentacją RFN-u, z którą już grała na tym turnieju. Finał zakończył się sensacyjnym triumfem rywali, którzy pokonali drużynę Sebesa 3:2, co uznano za największą sensację, a mecz potocznie nazywany jest tzw. Cudem w Bernie.

### Po Mundialu 1954
Porażka ta została uznana za początek końca Złotej jedenastki, gdyż m.in.: bramkarz Gyula Grosics został oskarżony o zdradę i szpiegostwo, w wyniku której został zdyskwalifikowany na półtora roku. 23 października 1956 roku na Węgrzech wybuchło powstanie węgierskie. W wyniku licznych represji w kraju na emigrację udali się: Zoltán Czibor, Kocsis (obaj FC Barcelona) i Ferenc Puskás do Realu Madryt, a trenerem od kilku miesięcy już nie był Sebes. To był całkowity rozpad Złotej jedenastki, a reprezentacja Węgier już nigdy więcej nie nawiązała ponownie do tych wspaniałych czasów.
Ostatni mecz reprezentacji Węgier pod wodzą Sebesa miał miejsce 9 czerwca 1956 roku w Oeiras w zremisowanym 2:2 meczu towarzyskim z reprezentacją Portugalii. Następcą Sebesa został Lajos Baróti.

### Dalsza kariera
Gusztáv Sebes w 1968 roku przez krótki okres trenował VTK Diósgyőri.

## Statystyki

### Reprezentacyjne
| Reprezentacja | Rok     | Mecze | Gole |
| ------------- | ------- | ----- | ---- |
| Węgry         | 1936    | 1     | 0    |
| Łącznie       | Łącznie | 1     | 0    |

| Mecze w reprezentacji | Mecze w reprezentacji | Mecze w reprezentacji | Mecze w reprezentacji | Mecze w reprezentacji | Mecze w reprezentacji |
| Lp.                   | Data                  | Miasto                | Przeciwnik            | Wynik                 | Rozgrywki             |
| --------------------- | --------------------- | --------------------- | --------------------- | --------------------- | --------------------- |
| 1.                    | 15.03.1936            | Budapeszt             | III Rzesza            | 3:2                   | Towarzyski            |

## Sukcesy

### Zawodnicze
FC Hungária
- Mistrzostwo Węgier: 1929, 1936, 1937
- Wicemistrzostwo Węgier: 1928, 1931, 1933, 1940
- 3. miejsce w Nemzeti Bajnokság I: 1930, 1932, 1935, 1938, 1939
- Puchar Węgier: 1932
- Finał Pucharu Węgier: 1930, 1935

### Trenerskie
Reprezentacja Węgier
- Mistrzostwo olimpijskie : 1952
- Wicemistrzostwo świata : 1954
- Puchar Europy Środkowej: 1948–1953

### Indywidualne
- 24. miejsce w plebiscycie Trener wszech czasów World Soccer: 2013[3]